# Termes de Titus
Les  Termes de Titus  van ser banys termals construïts a Roma per l'emperador Titus.
Estaven ubicades al peu del Mont Palatí, on es trobava el palau de l'emperador construït per August. Les termes tenien capacitat per rebre 1.600 persones el que és una capacitat modesta per unes termes romans. El preu d'entrada era d'una moneda, la de menor denominació.
Titus volent allunyar els tristos records de l'última erupció del Vesuvi i d'un terrible incendi que havia destruït els principals edificis de Roma va concebre el projecte de construir un vast edifici que contingués alhora, sales per a les representacions dramàtiques i uterines sumptuoses. Aquest edifici va ser construït sobre les ruïnes del palau de Neró que un incendi havia destruït, com per fer desaparèixer fins al record dels temps passats.
Aquest immens edifici dona una idea de la magnificència romana i d'aquest luxe prodigiós que presagia una decadència general. Va ser però construït en una època en què l'art havia pres un caràcter grandiós i magnífic i on s'emprava, a més de la necessitat, certes formes variades i elegants.

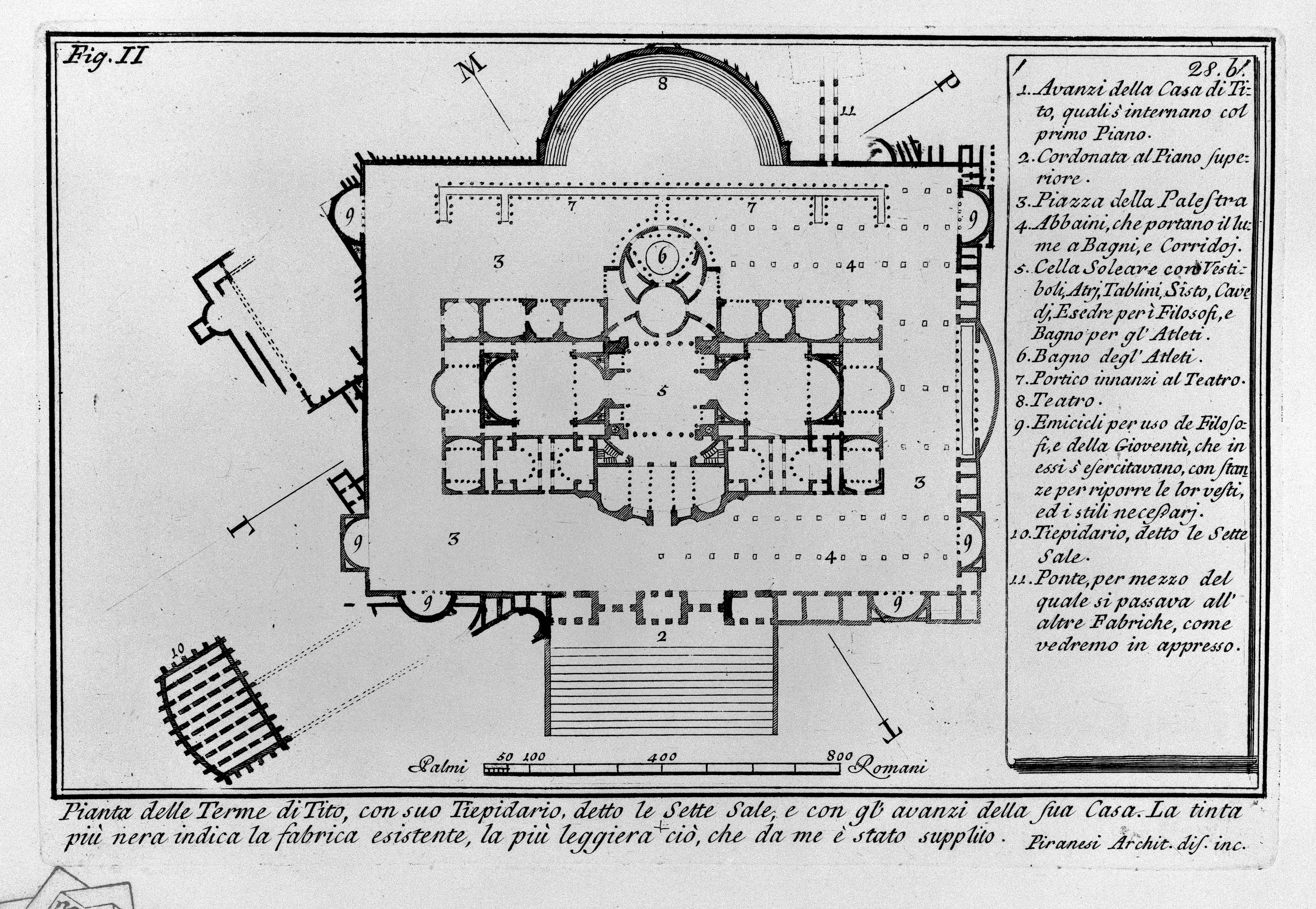
Planta de les termes de Titus (pla de 1756)

La planta de les termes (imatge lateral) es veu l'extensió dels establiments d'aquest gènere. Aquesta planta es compon de dos tancats compresos l'un en l'altre. El primer conté els pòrtics per posar-se a cobert, les sales pels atletes, la biblioteca, teatre per les representacions dramàtiques i els combats de gladiadors, l'escola, l'exedra guarnida de bancs on els filòsofs i els savis es reunien per discutir. La segona comprèn els banys pròpiament dits, i conté la sala en la qual es despullen, anomenada cutre els romans  apodyterium ; altra sala on s'unten d'olors i es perfumen, anomenada  unctuarium . De seguida hi ha la sala on fan exercicis abans d'entrar al bany i que porta el nom de  coryceum  o de  sphaeristerium . Després segueixen les  caldaria  o sales de banys que tenen aquest nom i al voltant de les quals hi ha les galeries. Després del bany passen a una sala d'un temperatura agradable, anomenada tepidarium, perquè preveu per a passar a la sala del bany fred anomenada  frigidarium . Aquesta última sala és molt espaiosa perquè es banyen molts a la vegada i està ricament adornada amb columnes i estàtues. A més hi ha una altra sala amb tubs per als banys de vapor que porta el nom de  sudari  i peces subterrànies destinades a escalfar les sales i que es designen amb el nom de  Hypocaust .
Els antics havien reunit en aquests edificis tot el que pot agradar a la vista i recrear la imaginació. La decoració és esplèndida, el paviment de mosaic amb marbres de colors, els sostres coberts de magnífiques pintures, les sales i els pòrtics adornats de taulers amb baixos relleus de bustos, d'estàtues dels millors mestres de totes les arts. A les termes de Titus va ser trobat el famós grup de Laocoont, el tronc antic, el Toro Farnese, etc.